# Лотосови
Лотосови (Nelumbonaceae) е семейство водни цъфтящи растения. Лотос (Nelumbo) е единственият съществуващ род, съдържащ видовете жълт лотос (Nelumbo lutea), произхождащ от Северна Америка, и индийски лотос (Nelumbo nucifera), широко разпространен в Азия. Най-малко четири други рода, Nelumbites, Exnelumbites, Paleonelumbo и Nelumbago, са известни от вкаменелости.

## Таксономия
Преди Лотосови бяха включени в семейството на водните лилии, (Nymphaeaceae). Впоследствие генетичният анализ установява, че приликите между семействата са пример за конвергентна еволюция. Лотосови са силно модифицирани еудикоти, принадлежащи към разред Чинароцветни, като техните най-близки живи роднини са чинарови (Platanaceae) и протейнови (Proteaceae).
Системата APG IV от 2016 г. поставя семейството в разред Чинароцветни, в клас еудикоти. Системата на Кронкист от 1981 г. също признава това семейство, но го поставя в разред Nymphaeales в подклас Magnoliidae в клас Magnoliopsida (=двусемеделни), въз основа на големите морфологични прилики. Системата Далгрен и системата Торн (1992) също признават това семейство и го поставят в самостоятелен разред, Nelumbonales, в надразред Magnolianae в подклас Magnoliidae (=двусемеделни).